# 플로랑 시나마 퐁골
플로랑 스테판 시나마 퐁골(프랑스어: Florent Stéphane Sinama Pongolle, 1984년 10월 20일 레위니옹 생피에르 ~ )은 프랑스의 전 축구 선수로, 과거 공격수로 뛰었다.

## 수상

### 클럽
리버풀 FC
- FA 컵 우승 (1): 2005-06
- UEFA 챔피언스리그 우승 (1): 2004-05
- UEFA 슈퍼컵 우승 (1): 2005-2006

FC 로스토프
- 러시아 컵 (1): 2013-2014

대륙
- FIFA U-17 월드컵: 2001

### 개인
- 2001년 FIFA U-17 세계 축구 선수권 대회: FIFA 골든볼, FIFA 골든슈